# كازوما إيكارينو
كازوما إيكارينو (باليابانية: 碇野 壱馬) (31 مايو 1986 في فوكوياما في اليابان – )؛ هو لاعب كرة قدم ياباني سابق كان يلعب كمدافع.

## وصلات خارجية
- كازوما إيكارينو على موقع رابطة كرة القدم اليابانية للمحترفين (اليابانية)